# Corinne Lecot
Pour les articles homonymes, voir Lecot.
Corinne Lecot est une artiste plasticienne née en 1960, à Nomexy en France. Elle vit et travaille à Bruxelles.
Depuis 1980, elle explore différents supports, comme la photographie argentique et numérique, la peinture, le dessin, la vidéo, les arts numériques.
Elle est la mère de deux enfants, dont Robin Conrad, alias Loxley du collectif de hip-hop L'Or du Commun.

## Biographie
Elle passe son enfance à Florange, dans la Vallée de la Fensch où ses parents s'installent dans les années 1960. Malgré le manque d’éducation artistique, elle est vite intéressée par le dessin et la peinture, et elle rêve à d'autres expériences que celles que propose l’environnement ennuyeux qui l’entoure.
En 1978, elle quitte la Lorraine en compagnie de son amie de lycée Fabienne Swiatly avec 30 francs français en poche. S’ensuivent quelques années de voyages, de débrouilles et de petits boulots à travers la France. Fabienne Swiatly relatera plus tard cet épisode, dans son livre "Gagner sa vie", paru en août 2006 aux Éditions La Fosse aux Ours.

## Œuvre
Corinne Lecot s’intéresse à l'activité humaine et axe souvent sa réflexion sur le déplacement et l'empreinte. Elle réalise des oeuvres à la frontière du témoignage et de l’expression picturale, utilisant souvent le médium photographique comme moyen d’examiner la perception de la réalité et la place de l’homme et de la femme dans son environnement. Les thématiques du déplacement, de la trace et de l'empreinte sont fréquemment évoquées dans son travail.

## Expositions
À partir de 1996, elle participe à des expositions personnelles et collectives tant en Belgique qu'a l'étranger, et son travail est présenté sur des foires d'art internationales comme Art Toronto, Art Karlsruhe, Bridge Art Miami, B.Art Gent, Affordable Art Fair Paris, Affordable Art Fair Bruxelles. Ses œuvres figurent dans les collections belges de la Communauté française de Belgique, du Ministère des Affaires Etrangères, du Musée de l’U.L.B, de la Banque BNP Paribas Fortis, de la Banque AXA, et de nombreuses collections belges et internationales.
En 2014, elle participe à l'exposition Motion Photography à la Saatchi Gallery à Londres, à la suite de la compétition internationale organisée par la galerie, réunissant les artistes travaillant avec le GIF animé. Le jury est composé du réalisateur Baz Luhrmann, les artistes Shezad Dawood, Tracey Emin, et Cindy Sherman et Nigel Hurst PDG de Saatchi Gallery.
Saatchi Gallery - 17/4 > 24/5/2014 - Motion Photography Prize

## Collections
2015 | Collection d'art du Ministère des Affaires Etrangères Belgique
- Série La Nostalgie du bonheur, Photographie

- Acquisition d’un format (90x150cm)

2011 | Collection d'art du Ministère des Affaires Etrangères Belgique
- Série La Nostalgie du bonheur, Photographie
- Acquisition de trois formats (60x100cm)

2009 | Collection d'art de la banque AXA
- Série La Nostalgie du bonheur, Photographie
- Acquisition de quatre formats (60x100cm)

2006 | Collection d'art BNP de la banque Paribas Fortis
- Série La Nostalgie du bonheur, Photographie
- Acquisition de six formats (60x100cm) et de deux formats (120x200cm)

2005 | Collection d'art du Ministère de la Fédération Wallonie-Bruxelles
- Série Marche, Pastel sec
- Acquisition de deux œuvres (70x120cm)

2005 | Collection d'art du Magazine L’Evénement, Belgique
- Série La Nostalgie du bonheur, Photographie
- Acquisition de quatre formats (60x100cm) et d’une impression sur toile rehaussée à l’huile (120x200cm)

2005 | Collection d'art Champagne Ruinart, Reims
- Ruinart, Photographie
- Acquisition d’une oeuvre - Commande de Ruinart (75x55cm)

2004 | Collection d'art Rossel, Bruxelles
- Série Plage, Pastel sec
- Acquisition de deux œuvres (35x35cm)

1999 | Collection d'art du Musée d’Art Contemporain de l’Université Libre de Bruxelles
- St Truiden, Technique mixte
- Acquisition d’une oeuvre (58x165cm)

1994 | Commune de Watermael-Boistfort, Belgique
- Sans titre, Acrylique sur papier marouflé sur bois
- Acquisition d’une oeuvre (30x40cm)

1990 | Collection d'art du Groupe Canal +
- Sans titre, Acrylique sur papier marouflé sur bois
- Acquisition de trois oeuvres (20x30cm)

## Autres activités
En 1986, Corinne Lecot, installée à Bruxelles, travaille comme coloriste au Studio Mireille Vicat à Bruxelles (long métrage de Picha Le Big Bang...)
En 1987, elle rejoint pendant deux ans les ateliers de décors du Théâtre Royal de la Monnaie, dirigé par Gérard Mortier. Elle y acquiert un savoir faire dans le domaine de la fresque et du trompe-l'œil. Elle réalise également des décors et accessoires pour le Théâtre Nationale de Belgique, le Théâtre de la Balsamine, le Théâtre du Parc, le Rideau de Bruxelles, le Théâtre des Martyrs, le Créa-Théâtre.
Entre 1998 et 2007, elle participe aux scénographies et évènements pyrotechniques du Théâtre Attrape et aux régies de spectacles du Cirque du Trottoir.
En 2005, elle collabore au long métrage d’Alain Berliner, J’aurai voulu être un danseur, sorti en 2007, avec l'apport d'éléments de décors infographiques.